# محمود رحمي
محمود رحمي (3 يوليو 1939 - 23 يوليو 2001) . مخرج مصري ومصمم دمى. صاحب فكرة مسلسل بوجي وطمطم الذي عرض على التلفزيون المصري على مدار سنوات وكان رحمي هو مصمم الشخصيات.

## حياته
درس في كلية الفنون الجميلة وتخرج منها بدرجة امتياز لكنه فضل العمل في التليفزيون المصري على إكمال دراسته الجامعية، تخصص في تصميم وتقديم عروض العرائس، وقدم برنامج (توتة وسمسم)، لكنه نال شهرة كبرى بعد تقديمه لشخصية بقلظ التي ارتبطت بالإعلامية نجوى إبراهيم، أما اهم نجاحاته الفنية على الإطلاق فكان من خلال إطلاقه لشخصيتي (بوجي وطمطم) في سلسلة مسلسلات تليفزيونية شارك فيه العديد من الفنانين المصريين مثل هالة فاخر (طمطم)، يونس شلبي (بوجي)، إنعام سالوسة (طنط شفيقة).

## وفاته
توفي في 23 يوليو 2001 عن عمر يناهز 57 عاما بإحد مستشفيات القاهرة اثر ازمة قلبية بسبب ضيق ثلاثة شرايين في القلب رفض اجراء جراحة لها في وقت سابق، وذلك وفق ما اعلنه اصدقاءه.